# Losos nerka
Losos nerka (Oncorhynchus nerka (Walbaum, 1792)) je ryba z čeledi lososovitých žijící v severní části Tichého oceánu a ve sladkých vodách jeho úmoří. Žije hlavně při asijské straně oceánu. Tře se většinou v jezerech, do nichž táhne z moře.

## Popis
Losos nerka má pstruhovitý tvar těla. Patří k menším tichomořským lososům, dorůstá délky do 65 cm. Lososi žijící v moři mají stříbřité boky a namodralý hřbet, říká se jim proto bluebacks. Lososům migrujícím na trdliště se mění barva těla na sytě červenou, říká se jim proto reds, jejich hlava je zelenavá. Migrujícím lososům se obecně říká sockeye. Nemigrujícím lososům se říká kokanee, dorůstají menší velikosti a jen vzácně přesahují 35 cm délky. Důležitými rozpoznávacími znaky jsou dlouhé zoubkované žaberní tyčinky, kterých je 30 až 40, a nepřítomnost teček a skvrn na hřbetu či ocasu.

## Potrava
Losos nerka, na rozdíl od ostatních tichomořských lososů, požírá ve velké míře zooplankton. Jejich žaberní tyčinky filtrují plankton z vody. Tato potrava způsobuje charakteristické zabarvení jejich masa a stojí zřejmě i za nižším obsahem methylrtuti v něm. Součástí jejich potravy jsou i krevety. Mladí jedinci požírají hmyz.

## Rozmnožování
Lososi se třou v jezerech, ve kterých jejich potěr žije až tři roky, než začne táhnout do moře. Potěr z řek bez jezer hned po vylíhnutí míří do moře. Jedinci migrující do slaných vod stráví jeden až čtyři roky v moři a jako čtyř až šestiletí se v červenci až v srpnu vrací na svá rodná trdliště. Při tahu se orientují podle charakteristických pachů vodních toků a snad i podle slunce. Jedinci nemigrující do moře stráví před tahem celé čtyři roky ve sladkých vodách. Lososi nerka se třou jen jednou, po vytření umírají.

## Rozšíření
Losos nerka je rozšířen od severního Japonska, přes Ochotské moře, Kamčatku, Beringovo moře, Aleuty, Aljašku, Britskou Kolumbii až do povodí Columbia River v USA.

## Význam
Losos nerka je významnou hospodářkou rybou. Rybáři ho loví do nevodů a tenat. Je prodáván jako čerstvé nebo mražené filety, konzervován. Nejvíce je těžen podle Alaska Department of Fish and Game v Bristol Bay na Aljašce. Konzervárny ho upřednostňují před jinými lososy kvůli jeho oranžovočervenému masu. Více než polovina těžby se prodá mražená.

## Ochrana
Část americké populace je v současnosti na seznamu U.S. Endangered Species Act vydaného National Marine Fisheries Service jako ohrožená ve Snake River (Idaho, Oregon a Washington) a jako ohrožená vyhynutím v Lake Ozette ve Washingtonu. Ostatní americké populace lososů z horního toku Columbia River a z Puget Sound nejsou na seznamu.

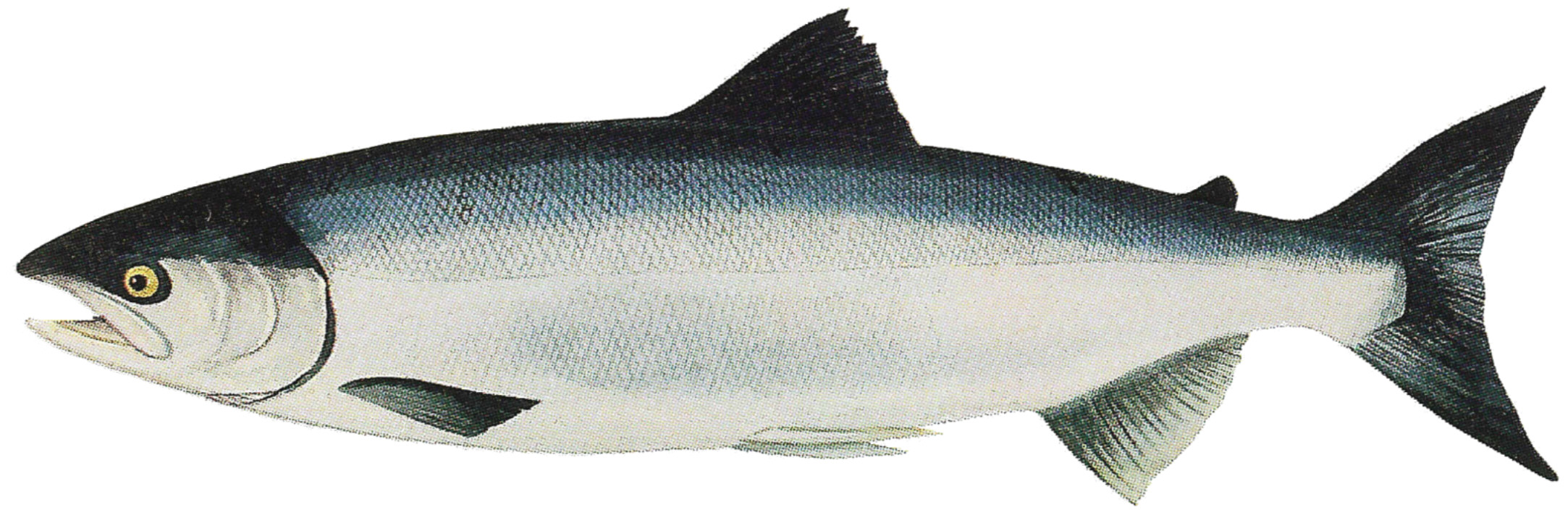
Samec žijící v moři
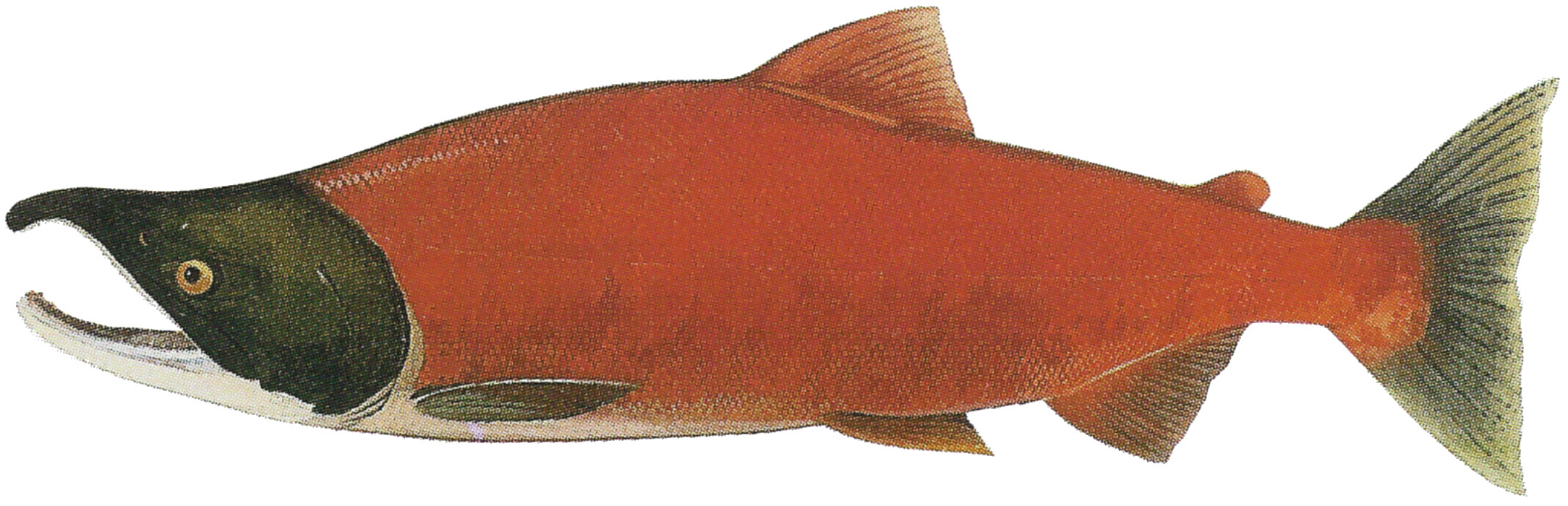
Samec migrující sladkými vodami
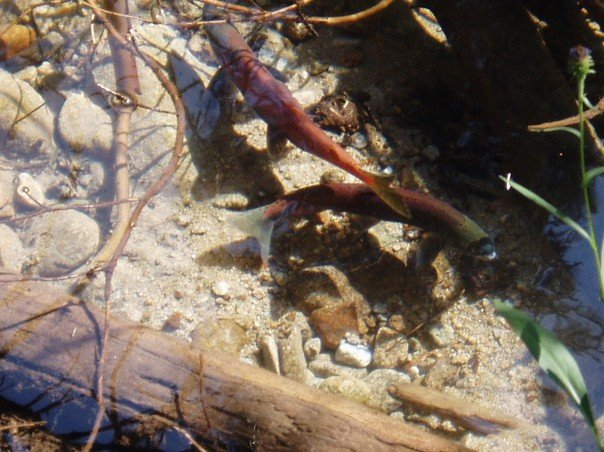
Tření lososů v Sawtooth Range v Idaho